# Esanbe 鼻北小島
Esanbe 鼻北小島（日語：エサンベ鼻北小島），是日本北海道猿拂村海面附近一個無人島，距離該村大約500公尺。島嶼在2019年確定消失，隨後被降格為「灘」。

## 概况
據1987年的測量紀錄所記載，Esanbe 鼻北小島的海拔平均高度為 1.4 公尺，日本海圖及日本國土地理院的地圖也引此作為根據。2009年，此島依據日本綜合海洋政策總部（日語：総合海洋政策本部）制定的「海域管理的保衛暨管理離島相關基本方針」列管。2014年，政府將该島視為規範日本的領海的小島之一並予以命名。

## 消失
2018年9月1日，《秘岛图鉴（原文：秘島図鑑）》作者清水浩史宣稱為採訪調查而前往該島，但沒找到小島；2018年10月上旬，猿拂村居民向日本海上保安廳通報說看不見該島，海上保安廳人員回應說，可能受海浪或洋流侵蝕，海面上的部分才會消失，為此海上保安廳展開調查，確認其僅存淺灘。Esanbe 鼻北島的消失，對猿拂村在地居民跟日本都有影響，由於該島位於猿拂村附近，漁民在出海捕魚的行船必須繞行該島，以免觸礁；而在日本領海方面，該島被視為規範領海的根據之一，一旦消失，由于该段海岸线上没有其他岛屿，故此处日本领海需从北海道本岛重新量度，導致領海範圍縮小。

## 來源
1. 1 2 3 4  . 北海道新聞.   [2018-10-31]. （原始内容存档于2019-06-15）.
2. 1 2 3 4  斉藤寛子. . 朝日新聞 朝刊（13版） (47567) (朝日新聞社). 2018-10-31: 39  [2018-10-31]. （原始内容存档于2018-10-30）.
3. 1 2 3  . 産経新聞. 2018-10-31  [2018-11-01]. （原始内容存档于2018-11-01）.
4. ↑  . 首相官邸. 2014-08-01  [2018-10-31]. （原始内容存档于2017-11-01）.
5. ↑  . 朝日新聞中文網.   [2018-11-04]. （原始内容存档于2018-11-04） （中文（臺灣））.
6. ↑  . 時事通信. 2018-10-31  [2018-10-31]. （原始内容存档于2018-10-31）.
7. ↑  . 毎日新聞. 2018-10-31  [2018-10-31]. （原始内容存档于2018-10-31）.
8. ↑  .   [2018-11-13]. （原始内容存档于2022-05-24）.
9. ↑  .   [2018-11-04]. （原始内容存档于2018-11-04）.
10. ↑  日本“领海”被称突然凭空消失了一部分 原因很天然 （页面存档备份，存于）. 2018年11月01日. 环球网.